# 村山七郎
村山 七郎（むらやま しちろう、1908年12月25日 - 1995年5月13日）は、日本の言語学者。順天堂大学教授、ルール大学（旧西ドイツ）客員教授、九州大学教授を経て京都産業大学教授。
日本語の起源が、アルタイ諸語（特にツングース諸語）とオーストロネシア諸語(w:Austronesian languages)の混合言語に起源するという説を展開した。

## 人物
1908年、茨城県生まれ。早稲田大学中退。1942年から1945年にかけて、ベルリン大学のニコラス・ポッペの下で、アルタイ諸語（主にモンゴル文語）とアルタイ比較言語学を学んだ。1945年、敗戦をベルリンで迎えた。帰国後、順天堂大学教授となる。またルール大学（旧西ドイツ）客員教授。その後九州大学文学部に転じて教授となる。京都産業大学外国語学部教授。

## 研究活動・研究内容
敗戦をベルリンで迎えた村山は、帰国後、アルタイ学者としての研究活動を開始した。この時期の業績として、成吉思汗碑文の解読、契丹文字の解読の試みが挙げられる。また、古代日本語の代名詞や動詞活用システムがアルタイ系言語起源であること、いわゆる「有坂秀世の音節結合法則」とアルタイ諸語w:Altaic languagesに見られる母音調和の比較など、アルタイ比較言語学の立場から日本語の系統問題について積極的な提言を行った。また朝鮮最古の歴史書「三国史記」から、いわゆる高句麗語を抽出し、それが顕著に高い比率で日本語と類似することを指摘した。
村山は、1960年前半までは日本語の系統を、19世紀以来の通説に従いアルタイ起源とみなしていたが、一方で、古代日本語の主要語彙はアルタイ起源では説明できないという見解に達していた。60年代後半以降、日本語とオーストロネシア諸語との関係を論じたロシアの言語学者、E. ポリワーノフの一連の論文(1918～1925)、泉井久之助による日本語とオーストロネシア祖語の比較研究(1952)などの影響を受け、1970年代前半から、ポリワーノフの説を発展させた一連の著書・論文を発表し始める。その手法は、上代日本語と琉球語の比較から日本祖語の内的再構を行い、O. デンプウォルフによって再構されたオーストロネシア祖語と比較して音韻対応を設定するという、歴史・比較言語学の正統的な方法論に沿ったものである。
古代日本語における、基礎語彙を含む相当数の語彙（総計して約240語の語彙が比較されている）がオーストロネシア起源であるとし、また、助詞「の」や連濁現象が、オーストロネシア諸語に広く見られるリンカー（繋辞） na/ng に起源すること、接頭辞（た走る、ま白、か細し、など）もオーストロネシア起源と推定されること、オーストロネシア語族を特徴付ける前鼻音化と呼ばれる特異な形態音韻論的現象の痕跡が古代日本語に残存すると見られることを根拠に、オーストロネシア語の影響は、語彙だけでなく、統語・形態論的な要素にも及んでいると主張した。
その一方で、動詞や形容詞などの用言の活用システムや、語順、代名詞などの主要な文法要素はアルタイ起源とする見解を維持し、日本語は「アルタイ・ツングース系言語を骨子とした南島（オーストロネシア）語である」と主張した(1976)。また大野晋のタミル語起源説を痛烈に批判した(1982)。90年以降の最晩年には、アイヌ語とオーストロネシア祖語との比較研究に取り組み3冊の著書を出版した(1992-1995)。
村山の見解は海外にも良く知られており、日本語の系統を論じた米国・ロシアなどの言語学者の著書・論文にも多く引用されている。日本語がオーストロネシア語を基層として形成された混合言語であるとする説は、崎山理や板橋義三(九州大学）によって継承されている。
テュルク諸語・モンゴル諸語・ツングース諸語が一つの同じ祖語から発生したとするアルタイ語族説は、フィンランドの言語学者 G. ラムステットによって学説としての基礎が与えられたが、ポッペは、アルタイ語族説の発展と普及に最も大きな影響力を与えた言語学者である。また、デニス・サイナー（Denis Sinor）は『東方学』(2003) 所収の「常設国際アルタイ学会（PIAC）の四十五年 - 歴史と回想」の中で、1995年には「二人の偉大な日本人アルタイ学者、服部四郎と村山七郎が亡くなった。」と述べている。2003年に国際日本文化研究センターより刊行された『日本語系統論の現在』（アレキサンダー・ボビン/長田俊樹 共編）の冒頭にも、「This book is dedicated to the four scholars who contributed the most to the study of the origins of the Japanese language in the 20 the century: Hattori Shiro,Samuel E. Martin, Murayama Shichiro,and Osada Natsuki.」（本書を20世紀における日本語の起源・系統研究に最も貢献した服部四郎、サミュエル・E・マーチン、村山七郎、長田夏樹の4人の先達に捧ぐ。）とある。

## 著書

### 単著
- 『漂流民の言語：ロシアへの漂流民の方言学的貢献』（次男・村山秀世の霊にささげる）吉川弘文館　1965年
- 『日本語の研究方法』弘文堂、1974年
- 『日本語の語源』弘文堂、1974年
- 『国語学の限界』弘文堂、1975年
- 『日本語系統の探求』大修館書店、1978年
- 『日本語の誕生』筑摩書房、1979年
- 『琉球語の秘密』弘文堂、1981年
- 『日本語の起源と語源』三一書房、1981年
- 『日本語タミル語起源説批判』三一書房、1982年
- 『アイヌ語の起源』三一書房、1992年

### 共著
- 『日本語の起源』（大林太良と共著）弘文堂、1973年
- 『原始日本語と民族文化』（国分直一と共著）弘文堂 1976年

### 訳書
- 『日本語研究』(E.D.ポリワーノフ)　弘文堂　1976年

### 訳書監修
- 韓国語の系統 (金芳漢著、大林直樹訳）三一書房　1985年
- 「韓国語の歴史」（李基文著、藤本幸夫訳）大修館書店　1975年

### 論文
- 「古代日本語における代名詞」 言語研究 No.15 1950年
- 「高句麗語資料および若干の日本語・高句麗語音韻対応」1962年(第46回　日本言語学会大会)
- 「日本語及び高句麗語の数詞 -日本語系統問題によせて- 」国語学 48 1962年
- 「日本語動詞活用起源についての覚え書き」和泉書院（「日本語の系統・基本論文集」所収）（初出1975年）
- Altaische Komponenten der japanischen Sprache (in Altaic Languages)1975　Budapest
- Tungusica-Japonica (in Altaische Jahrbuecher Bd. 48)  1976